# Vízimalom

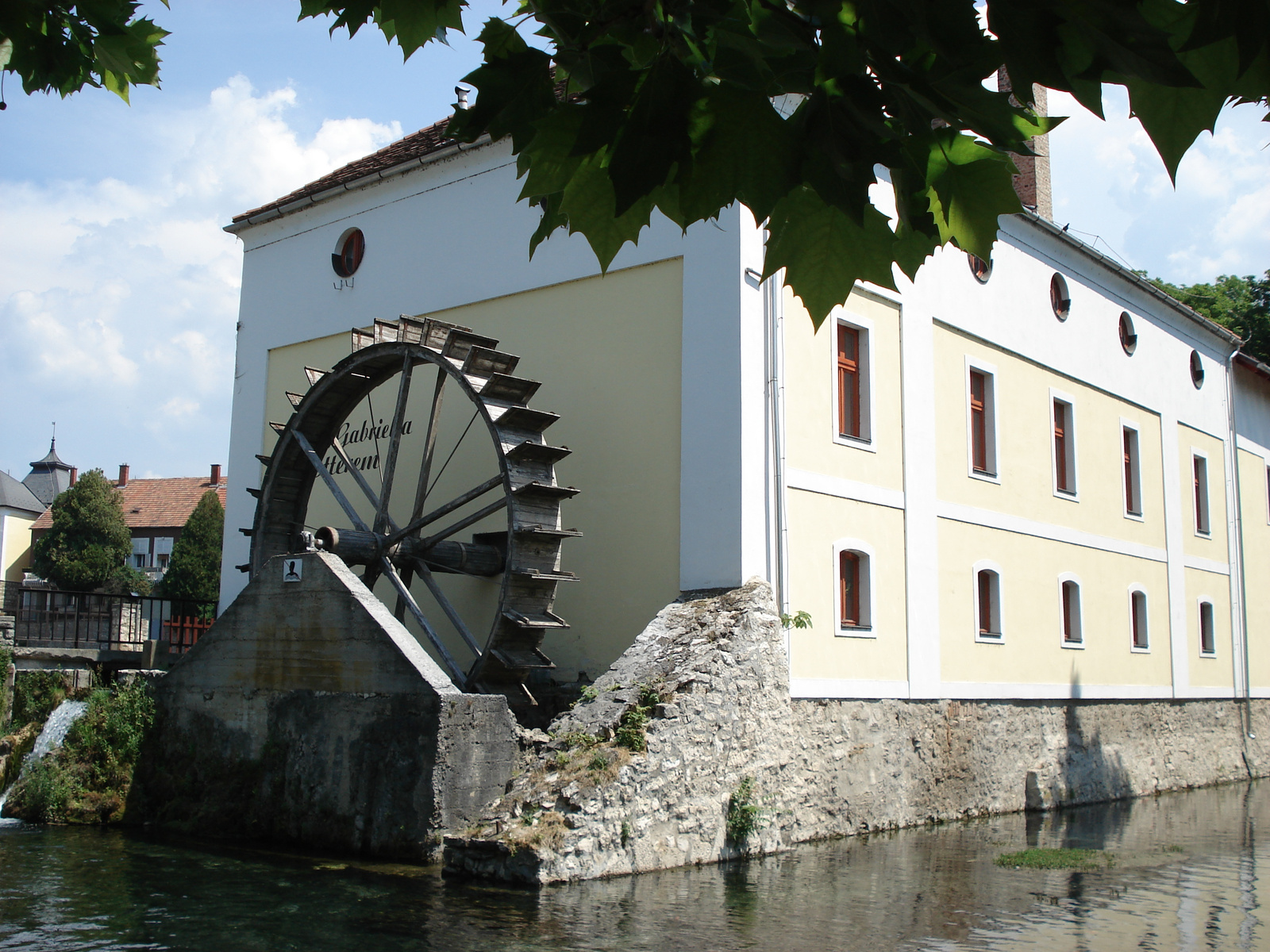
Tapolca vízimalom együttes (3282. számú műemlék)

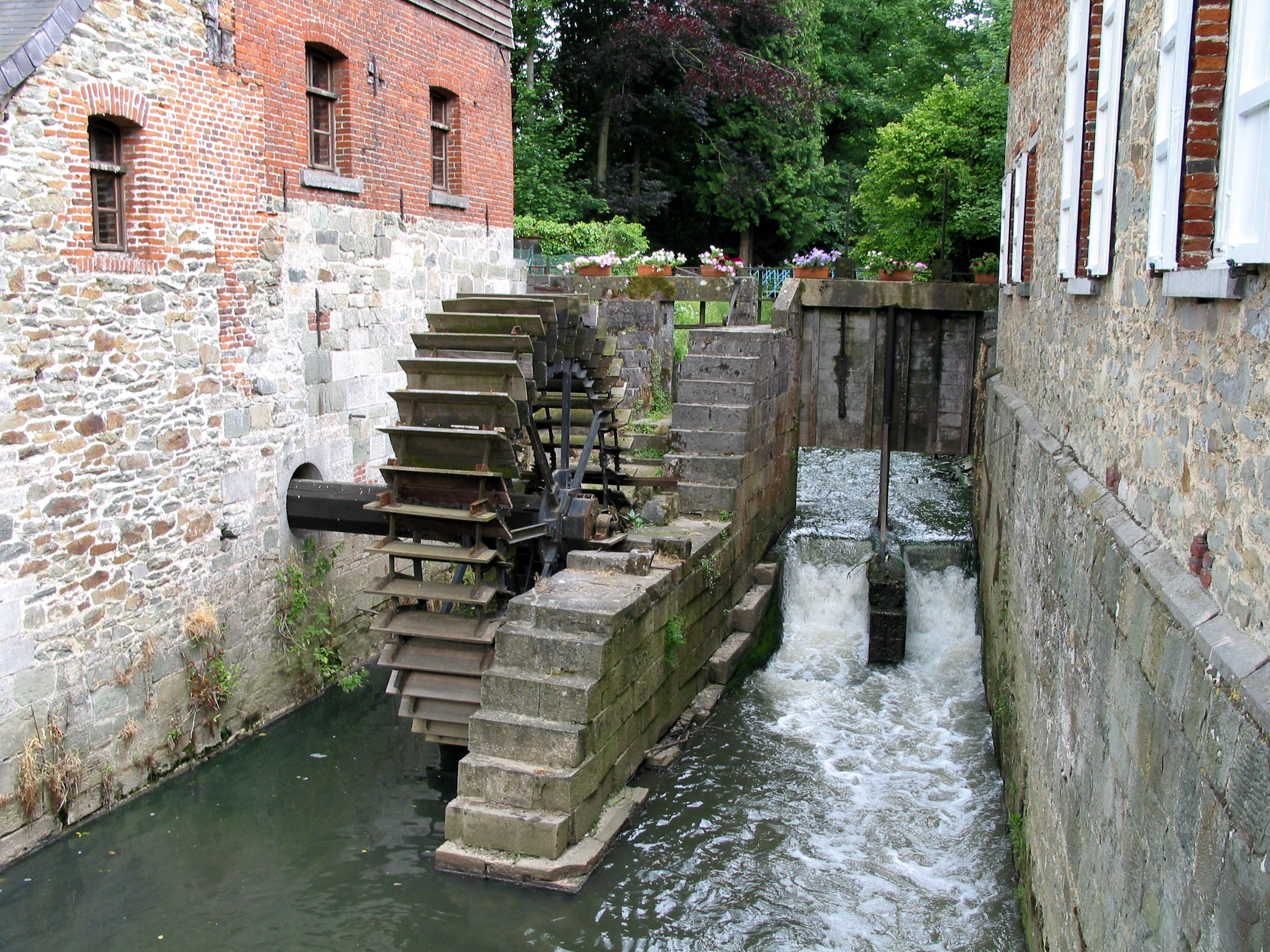
Vízimalom Braine-le-Château-ban, Belgium (12. század)

A vízimalom kifejezés alatt az erőforrásként vízienergiát felhasználó, elsősorban gabona őrlésére szolgáló malomépületet és a hozzá tartozó gépi berendezést értjük. A vízimalmok folyók vagy patakok mellé emelt épületek, melyeknek gépeit vízkerék (vízikerék) hajtja meg, de vannak olyan vízimalmok – a hajómalmok –, melyeket erre a célra készített hajókra építenek és nagy vízhozamú, de kis esésű folyókon horgonyoznak le. Készültek olyan vízimalmok is, melyek a tenger árapály-erőit használják fel. A 19. század végétől kezdve sok vízimalomban a vízkereket jobb hatásfokú vízturbinával váltották fel.

## Története

### Görög–római világ

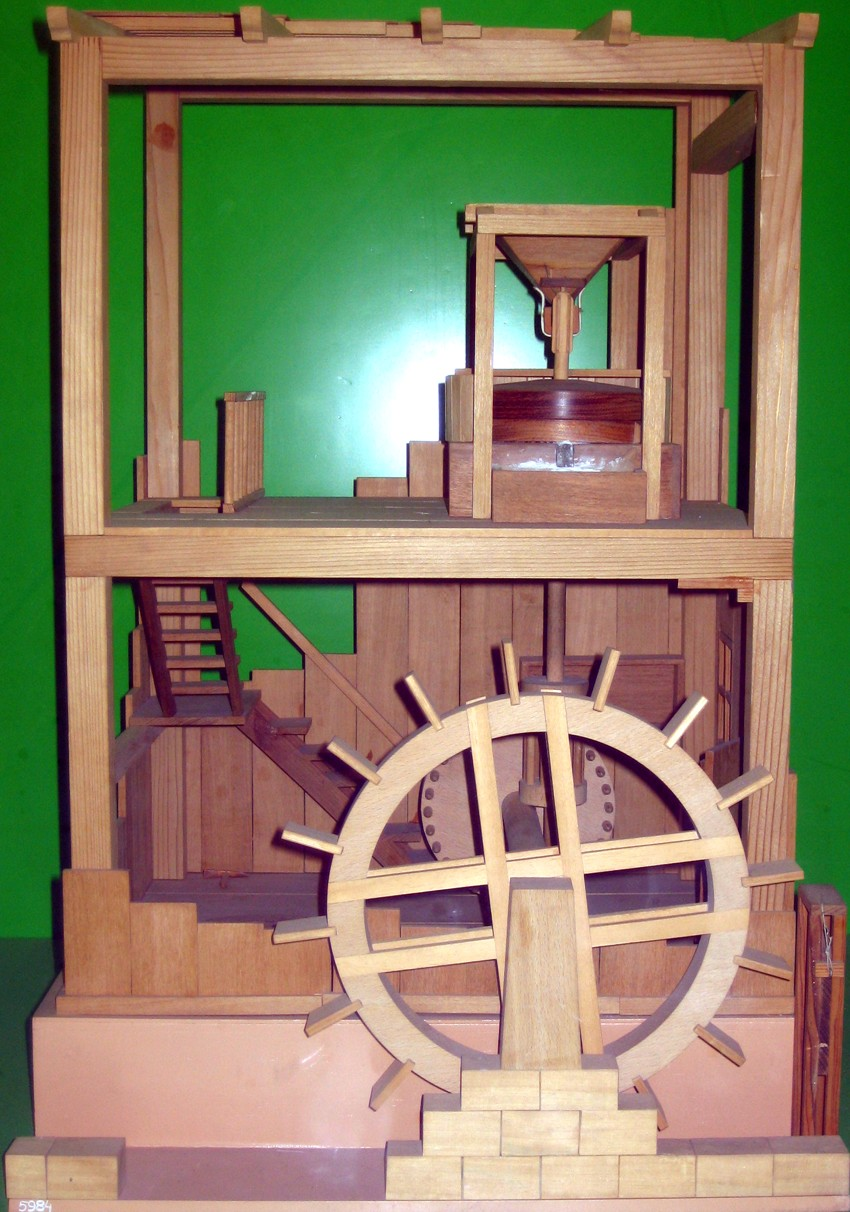
Vitruvius által leírt római vízimalom modellje

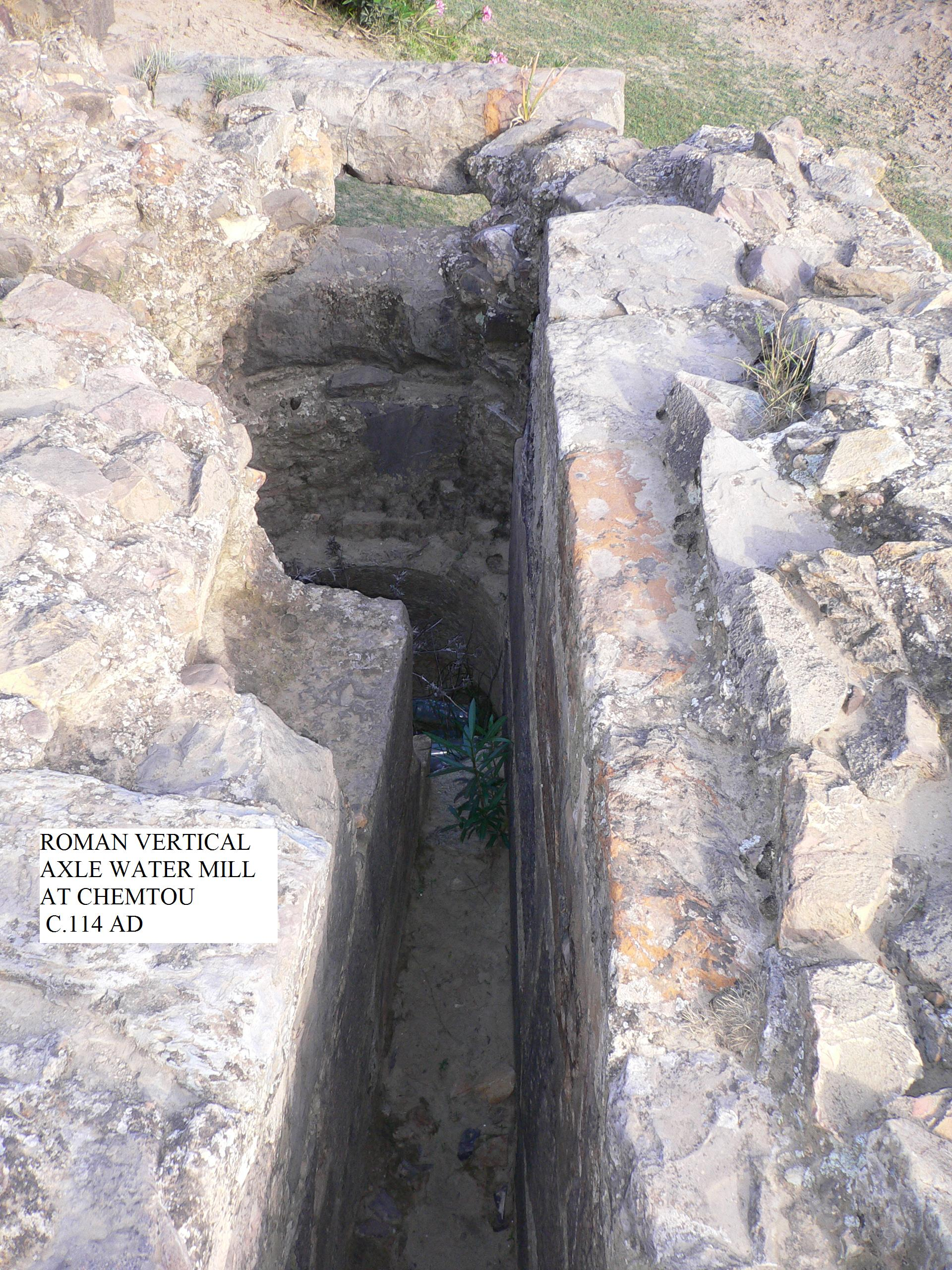
Római vízimalom a tunéziai Chemtouban. A függőleges tengelyű vízkerék a mai vízturbinákhoz hasonlóan működött. Ez a legkorábbról ismert ilyen típus.

A vízimalom használatának első megbízható bizonyítékai az ókori görög–római világból valók. M. J. T. Lewis angol technikatörténész kimutatta, hogy bizánci Philo mechanikai értekezésének vízkereket leíró részei, melyeket korábban arab hozzászerkesztésnek tartottak, valójában eredetiek, és az i. e. 3. századból származnak. Sztrabón „Geographica” című munkájában megemlít egy másik korai vízimalmot, mely VI. Mithridatész Eupator (i. e. 120–63) cabirai palotája közelében állt. Az első egyértelmű bizonyítékot a vízkerékről thesszalonikéi Antipater görög epigrammaköltő szolgáltatta az i. e. 1. század elején: dicsérte, mert megőrli a gabonát, és megkíméli az embert a nehéz munkától. Meg kell jegyezni, hogy ez a malom már egy fejlettebb függőleges tengelyű típus volt, melyet áttételen keresztül hajtottak.

A római hierapolisi fűrészmalom vázlata. Ez a legkorábbi általunk ismert gép, melybe forgattyús tengelyt és hajtórudat építettek

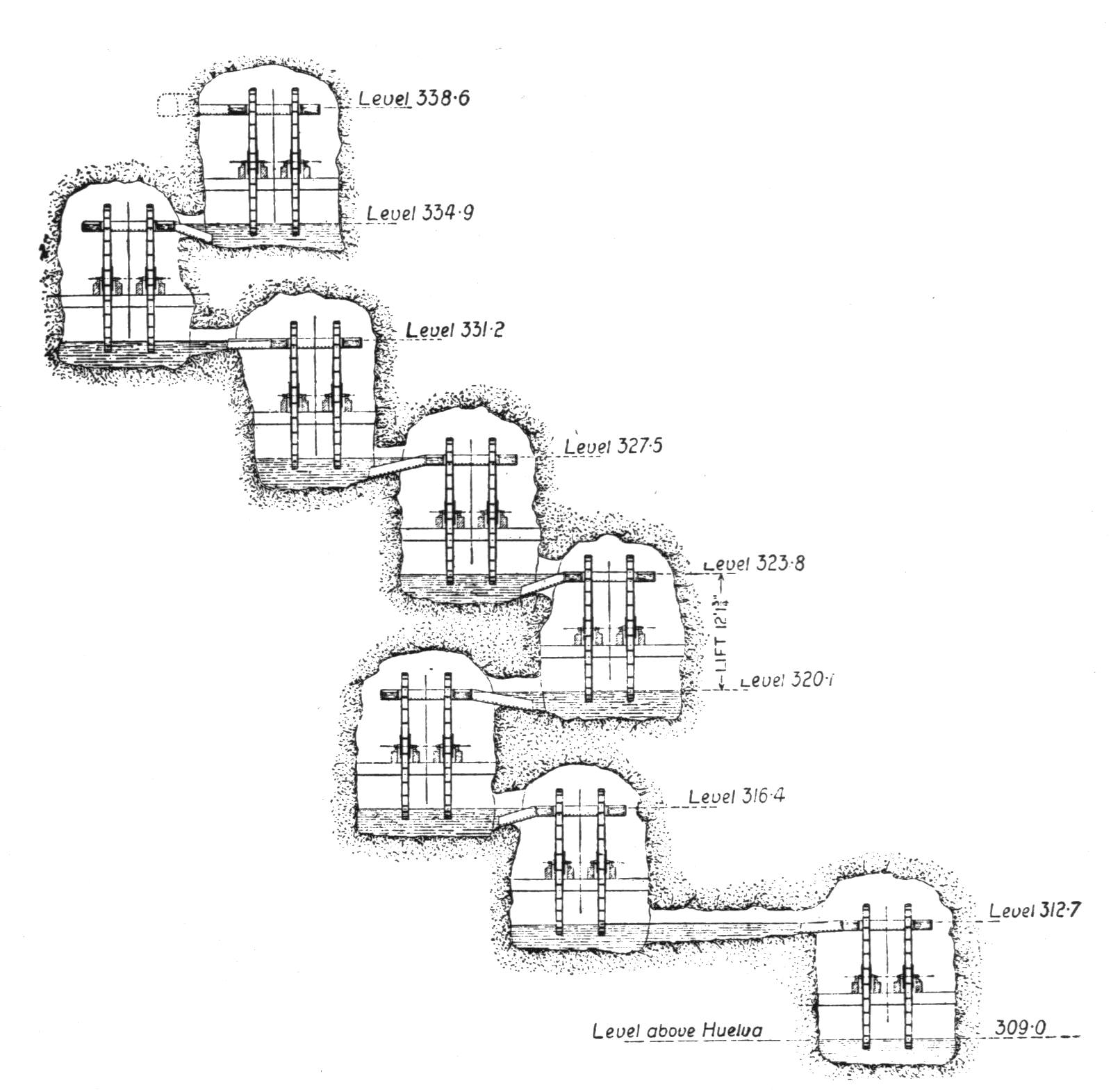
A spanyolországi Rio Tinto melletti bányáknál feltárt vízkiemelő vízkerékrendszer vázlata

A vízimalmokat főként gabona őrlésére használták Plinius szerint, de alkalmazták ványolásra és márvány darabolására (fűrészelésére) is. Az i. sz. 3. századi hiaropolisi fűrészmalom az első olyan gép, melybe forgattyús mechanizmust is építettek. Hasonló 6. századi fűrészmalmokat – melyek szintén forgattyús mechanizmussal mozgatták a fűrészt – tártak fel Gerasában (ma Jerash Jordániában) és Epheszoszban. A Mosel folyó németországi területén található, vízienergiával hajtott márványfűrészeket Ausonius említi a 4. században, ez a vízienergia széles körű használatáról tanúskodik a Római Birodalomban.
A rómaiak rögzített helyzetű vízimalmokat is és hajómalmokat is építettek. Az úgynevezett „görög malmok” vízszintesen forgó vízkerekéhez függőleges tengely tartozott, ezzel szemben a római malmok vízkereke függőleges volt, a tengelye pedig vízszintes. A görög malom volt a korábbi és egyszerűbb szerkezet, de csak nagy vízhozamú vízfolyások mellett lehetett működtetni, és ott is csak kisebb méretű malomköveket volt képes meghajtani. A római malom szerkezete bonyolultabb volt, mivel a vízkerék a tengelyére merőleges malomkerék-tengelyt már fogaskerék-áttétellel hajtotta.
Különösen nagy és bonyolult volt a Franciaországban, Arles közelében feltárt 2. századbeli római kori barbegali akvadukt vízimalmok rendszere. Ez az a telep, melyet az ókor legnagyobb mechanikai teljesítmény-együtteseként emlegetnek 16 db, liszt őrlésére szolgáló vízimalomból állt, melyek mindegyikét felülcsapott vízkerék hajtotta. A malmok összteljesítményét napi 4,5 tonna lisztre becsülik, ez a mennyiség elegendő volt a mintegy 12 500 fő ellátására, mely az akkori idők Arelate (Arles) városának teljes lakosságát jelentette. Hasonló telep működött a Janiculum hegyen, mely Rómát látta el, és Aurelianus császár véleménye szerint elég fontos volt ahhoz hogy az Aurelianus-féle fal által védett területre kerüljön a 3. században. 537-ben, amikor az osztrogótok az ostrom alatt elterelték ezeknek a malmoknak a vizét, Flavius Belisarius kelet-római hadvezér ötletesen hajómalmokat építtetett a Tiberisen a helyettesítésükre.
Bár a legújabb időkig csak néhány tucat római malmot tártak fel, az akvaduktok széles körű használata azt sugallja, hogy nagyon sok még felfedezésre vár. A római London legújabb ásatásai például arra utalnak, hogy árapály-malom és egy akvaduktra épülő vízimalmok sora lehetett a Fleet folyócska mentén.
A római időkben a mélyen fekvő bányák víztelenítéséhez általános volt a vízemelő gépek használata. Néhány ilyen gépet Vitruvius írt le, többek között a fordított felülcsapott vízkereket és az arkhimédészi csavart. Sok ilyen gépet találtak Spanyolországban a Rio Tinto rézbányáinak újkori művelése alatt, többek között 16 ilyen egymás után telepített vízemelő kerékkel mintegy 25 m mély tárnából emelték ki a vizet. Egy ilyen kerék alkatrészeit találták meg Dolaucothiban, egy római aranybányában dél-Walesben az 1930-as években, amikor a bányát újra megnyitották. Ez a berendezés hasonló lehetett a Rio Tintónál feltárttal. A C-14-es vizsgálat szerint a lelet i. sz. 80-ból való, mivel azonban a fa anyaga sokkal régibb, mint a bánya, úgy tűnik, hogy a kitermelés legalább 30-50 éven át folyt. Ebből a néhány, a bányák mélyén jól megmaradt leletből következik, hogy a vízkerekek bevált erőgépek voltak, és az ilyen függőleges állású vízkerekeket a korabeli ipar is sűrűn használta.

### Az ókoriKína

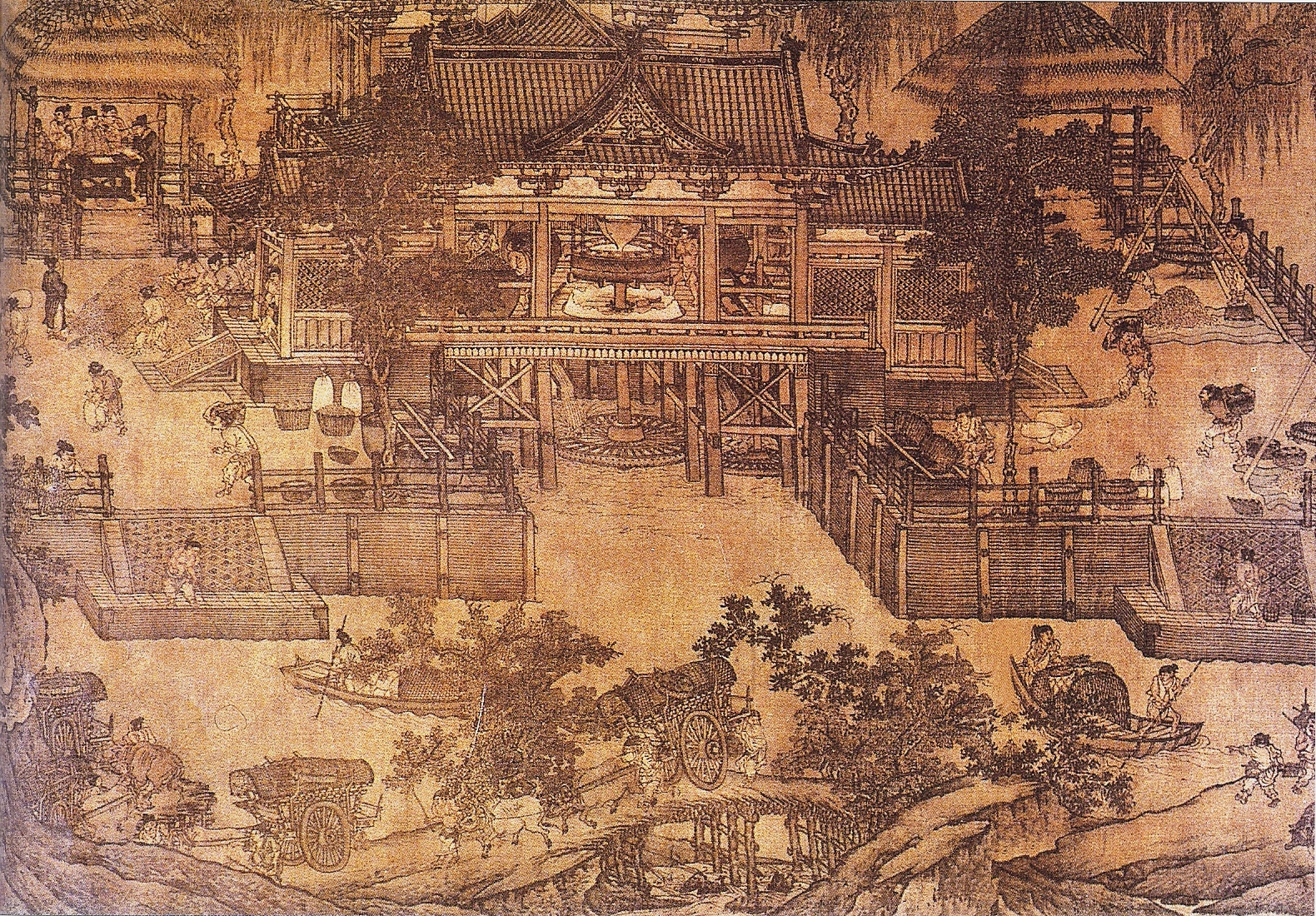
Magok hántolására szolgáló vízszintes kerekű vízimalom a Szung-dinasztia idejéből (960–1127)

A vízkereket Kínában a Han-dinasztia idején találták fel (i. e. 202 – i. sz. 220), ahol kölyű (magprés) és a vasgyártásban fújtató működtetésére alkalmazták, egy helyen pedig csillagászati megfigyelések céljából egy armilláris gömb forgatására használták. Bár Joseph Needham feltételezi, hogy vízzel hajtott malomköveknek már az 1. századtól kezdve létezniük kellett a Han-kori Kínában, ilyen malmok működésére kielégítő írott bizonyíték csak az 5. századtól ismert. Cu Csung-cse matematikus és mérnök i. sz. 488-ban egy vízimalmot épített, mely Wu (a déli Qi császára) felügyelete alá tartozott. Yang Su mérnök a Sui dinasztia (581–618) alatt állítólag több száz vízimalmot működtetett. Az egyik, 612-ből származó forrás buddhista szerzeteseket említ, akik a vízimalmok segítségével szerzett jövedelem mellett érvelnek. A Tang-dinasztia (618–907) „A víziutak minisztériumának rendelete” címmel (melyet 737-ben írtak) elrendeli, hogy a vízimalmoknak nem szabad akadályozni a hajózást a folyókon, és esetenként megtiltotta használatukat az év bizonyos időszakaiban. Más 8. századbeli Tang-kori forrásokból tudjuk, hogy ezeket a rendeleteket nagyon szigorúan betartatták, és a hatóság sok gazdag család, kereskedő és buddhista kolostor tulajdonában lévő vízimalmot lerombolt, melyek megsértették ezt a rendeletet.
Érdekesség, hogy a Tang Xuan Zong császár (uralkodott i. sz. 712–756) szolgálatában álló egyik udvari eunuchnak 748-tól tulajdonába került egy vízimalom, mely öt vízkerék segítségével mintegy 10 m³ búzát őrölt naponta.
I. sz. 610-ben vagy 670-ben Japánba is eljutott a vízimalom híre a Koreai-félszigeten keresztül és Tibetben is ismert lett legkésőbb 641-től.

### Az ókori India
A vízimalom korai története Indiában az idők homályába vész.
Az ismert, hogy a növények számára az öntözővizet vízemelő kerekekkel biztosítottak, melyek közül néhányat annak a folyónak az áramló vizével hajtottak meg, melyekből az öntözővizet nyerték.
Egyes i. e. 4. századi ókori indiai szövegek használják a „cakkavattaka” (forgó kerék) kifejezést, melyet a kommentárok így magyaráznak: „arahatta-ghati-yanta”, azaz „kerékre erősített edények gépe”. Ennek alapján Joseph Needham azt feltételezte, hogy a gép egy nória (vízemelő kerék) volt. Terry S. Reynolds azonban úgy érvel, hogy az indiai szövegekben említett fogalom homályos, és nem utal világosan vízzel hajtott eszközre. Thorkild Schiøler úgy véli, hogy ezek a szövegrészek inkább egy taposókerékkel vagy kézzel hajtott vízemelő eszközre, mint vízzel hajtott vízemelő szerkezetre utalnak.
I. sz. 1150 körül Bhāskara II asztronómus vízemelő kerekeket szemlélve elképzelt egy örökmozgót egy vízemelő kerék alakjában, mely annyi vizet képes felnyomni, amennyi elegendő a saját meghajtására.
Arab és perzsa munkák leírják az Indiában létesített vízműveket és víztechnológiát. A középkorban az indiai és perzsa öntözéses technikák egymásra hatása fejlett öntözési rendszereket teremtett, ami a gazdaság fejlődését eredményezte.

### A középkori Európa

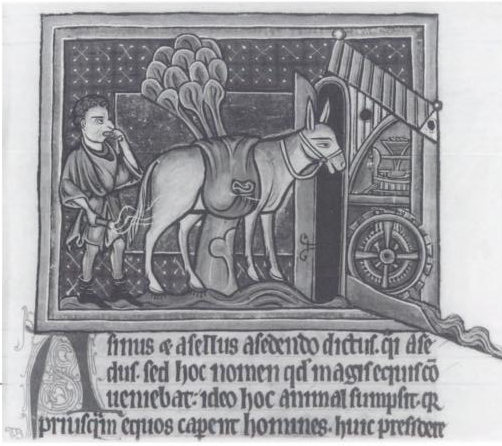
Középkori vízimalom

Adam Lukas 2005-ben készített kutatása az alábbiak szerint adta meg a különböző ipari vízimalmok megjelenését Európában, de felhívja a figyelmet arra hogy az egyes országokban további adatkutatás szükséges. Említésre méltó Franciaország szerepe a vízienergia különböző iparágakba való bevezetésében.
| Maláta-malom           | 770        | Franciaország                                    |
| Kallómalom             | 1080       | Franciaország                                    |
| Cserzőmalom            | kb. 1134   | Franciaország                                    |
| Hámor                  | kb. 1200   | Anglia, Franciaország                            |
| Köszörű-malom          | 1203       | Franciaország                                    |
| Kender-malom           | 1209       | Franciaország                                    |
| Fújtató                | 1269, 1283 | Magyarország (jelenleg Szlovákia), Franciaország |
| Fűrészmalom            | kb. 1300   | Franciaország                                    |
| Ércőrlő malom          | 1317       | Németország                                      |
| Nagyolvasztó           | 1384       | Franciaország                                    |
| Vágó és daraboló malom | 1443       | Franciaország                                    |

Figyelemre méltó, hogy Észak-Írországban jelenleg folyik egy korai árapály-malom ásatása a Nendrum Monastic Siteon. A Nendrum kolostor-malom keletkezése dendrokronológiai módszerrel i. sz. 787-re datálható.

### Iszlám világ
A muszlim gépészek a vízkerék alkalmazását az ókori Közel-Kelettől vették át, ahol azt már évszázadokkal a területek meghódítása előtt ismerték. Basra környékén egy csatorna ásatásakor feltárták egy, ebből a korból származó vízkerék maradványait. A szíriai Hama mellett az Orontész folyón még áll néhány nagy kerék, bár már nem működik. A legnagyobb átmérője körülbelül 20 m, és koszorúját 120 darabból állították össze. Egy másik, ezekhez hasonló kerék La Nora mellett Murciában (Spanyolországban) még ma is üzemel, de a fából készült kereket már kicserélték acélszerkezetre, viszont az al-Andalus-i (mórok által épített) eredeti rendszer láthatólag érintetlen. Egyes középkori iszlám leírásokban szereplő vízkerék 30 m magasra is ki tudta emelni a vizet a folyóból.
A lendítőkereket, melynek feladata, hogy egyféle meghajtás teljesítményének ingadozását kiegyenlítse a hajtott szerkezet felé, Ibn Bassal (1038-1075) találta fel al-Andalusban, és ő is alkalmazta először a vödörláncos vízemelőkön (saqiya) és nóriákon.
A 7. századtól az iszlám világban már elterjedt a vízimalom ipari alkalmazása, és a vízszintes és függőleges tengelyű vízimalmokat a 9. századtól már széles körben alkalmazzák. Ismeretesek gabonaőrlő, hántoló, papír-, fűrész-, hajó-, daraboló, acélgyártásban használt, cukorőrlő és árapály-malmok.
A 11. századtól az iszlám világ minden tartománya használta ezeket a malmokat al-Andalustól Észak-Afrikán keresztül Közép-Keletig és Közép-Ázsiáig. A muszlim gépészek alkalmazták a forgattyús mechanizmust, a vízturbinát és a fogaskerék-áttételt is a vízimalmoknál és vízemelőknél, és gátakat emeltek a vízkerekek és vízemelők vízzel való egyenletes ellátása céljából.
A kallómalmok, papírmalmok és az acélgyártáshoz épített malmok ismerete valószínűleg az iszlám kori spanyol földről került át a keresztény Spanyolországba a 12. században. Al-Andalusban a nagy ipari komplexumokban szintén alkalmaztak ipari vízimalmokat a 11–13. században.
A muszlim mérnökök két megoldást dolgoztak ki arra, hogy a vízimalmokból a legnagyobb teljesítményt nyerjék. Az első módszer szerint a malmokat hidakról kiinduló hosszú mólók végére telepítették, hogy a minél nagyobb áramlási sebességet hasznosíthassák, a másik megoldás a hajómalom volt, ehhez a vízkereket egy hajó oldalára helyezték el, és a hajót a folyó fősodrában horgonyozták le. Ezt a technikát alkalmazták pl. Irakban a Tigris és Eufrátesz folyó teljes hosszában. Bagdadban a teakfából és vasból készült nagy hajómalmok naponta 10 tonna gabonát is megőröltek. Ismert, hogy a 13. században al-Jazari és Taqi al-Din muszlim mérnökök technológiai értekezéseikben több vízemelőgépet ábrázoltak.

## A vízimalom fajtái és működése

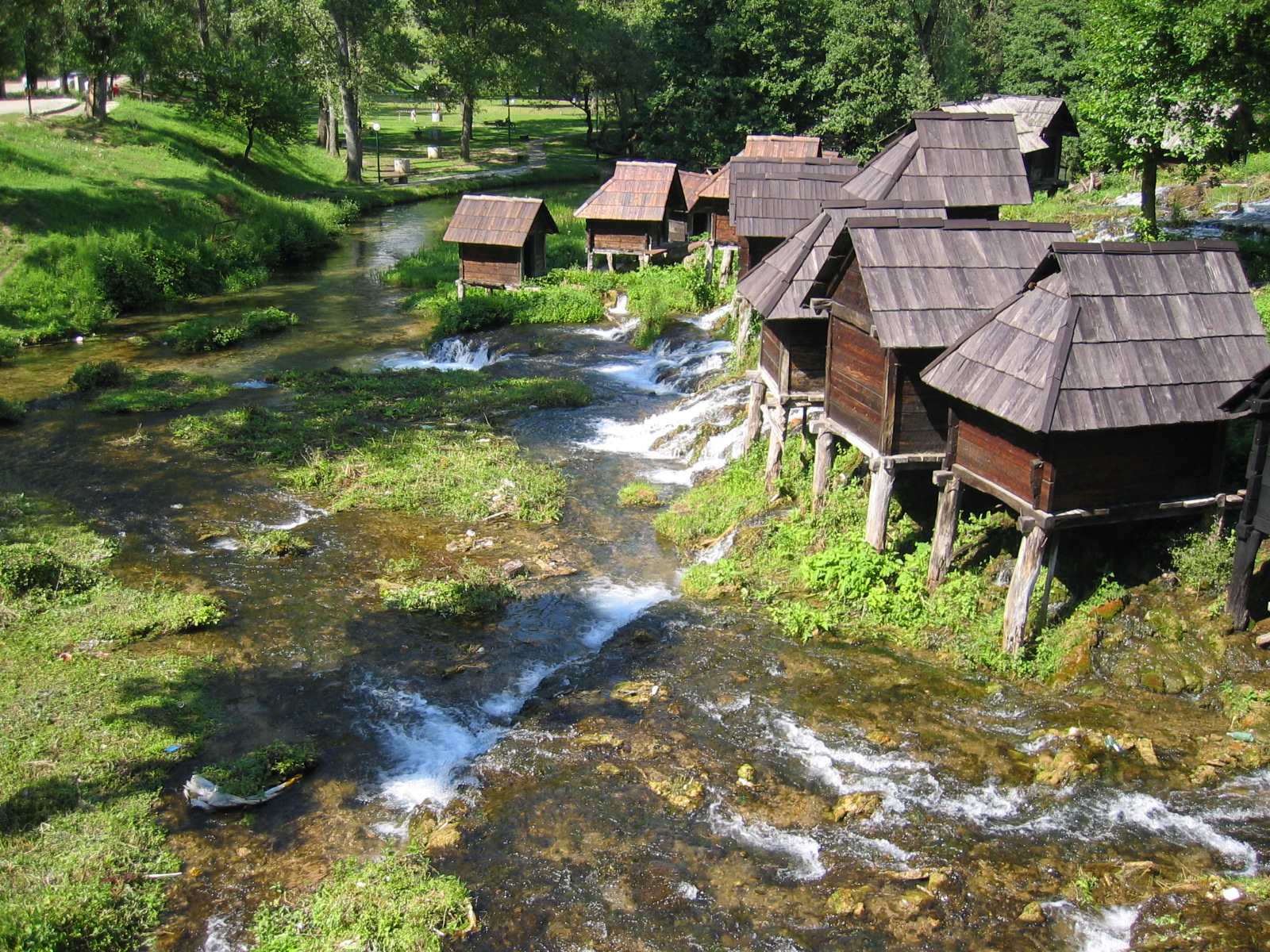
Vízimalmok Bosznia-Hercegovinában

A vízimalmoknak sokféle változata alakult ki az idők folyamán a vízfolyás eséséhez, a vízhozamhoz és a környezeti adottságokhoz alkalmazkodva. A legkorábbi típusok a függőleges tengelyű malmok voltak. Ezeknél a vízkerék és a forgó malomkerék tengelye közös, így szerkezetük a lehető legegyszerűbb volt. Ezeket általában nagy esésű folyók, patakok mellett alakították ki. Hátrányuk a behatárolt és kis teljesítményük volt, amit egyrészt a hidrodinamikai ismeretek hiánya okozott, másrészt a folyó sodrásától függő, lassan forgó malomkerék korlátozta alkalmazásukat.
Szélesebb helyi adottságok között lehetett használni később a vízszintes tengelyű vízkerekekkel épített malmokat. Ezeknél a malomkerék tengelye függőleges volt, és fogaskerékhajtást, áttételt kellett alkalmazni, mely a két, egymásra merőleges tengely között a mozgást és a nyomatékot átszármaztatta. Ezt korábban pálcás fogaskerékpárral oldották meg, melynek minden alkatrészét ácsok készítették fából. A 19. század elejétől ezeket sok vízimalomnál acél kúpfogaskerekekkel váltották fel. A fogaskerék-áttétel lehetővé tette, hogy a hajtott tengely fordulatszáma eltérjen a vízkerékétől, ezáltal a sokkal kisebb fordulatszámú vízkerekek is képesek voltak malmokat hajtani. Ez azt jelentette, hogy kisebb esésű (azaz lassabb folyási sebességű) vagy kisebb vízhozamú vízfolyások energiája is hasznosítható lett.

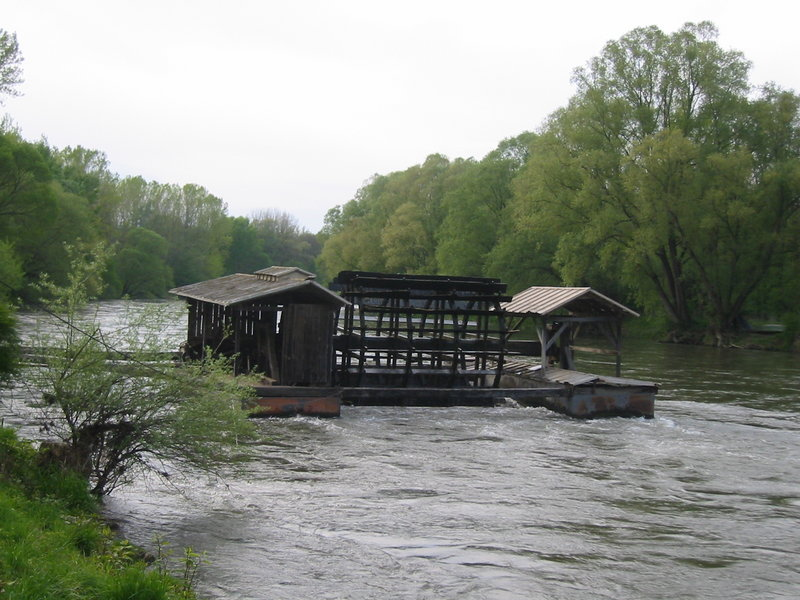
Hajómalom a Murán Szlovéniában

Alapvetően három fajta vízkereket használtak.
Az alulcsapott keréknél a vízáram a vízkerék alsó részén érte el és hozta mozgásba a kereket azáltal, hogy a víz áramlása a folyás irányába mozgatta keréklapátokat. A felülcsapott vízkerékhez a víz a kerék felső részén ömlött a lapátokra, és ekkor a kanál alakú öblös lapátokra nehezedő víz súlya és mozgási energiája forgatta meg a kereket. A középen csapott kerekeknél a vizet hozzávetőleg a kerék közepén vezették be, és az említett két hatás együttesen járult hozzá az energiaátadáshoz.
A patakmalmoknál a víz egy részét a malomcsatornán vagy malomárkon keresztül közvetlenül vezették az általában felülcsapott vízkerékhez, ilyen módon az esés és a fordulat állandósága biztosított volt. Ennek a megoldásnak az előnye, hogy az áradás nem terhelte túl a vízkereket és nem okozott a malom szerkezetében károkat. Ha elég nagy volt az esés, egy-egy malomárokra több egymás után telepített vízimalom is épült, néha 8-10.
Gátas malmoknál a patak vagy folyó vizét gáttal felduzzasztották, és onnan vezették a víz egy részét a malomhoz. Ezzel az elrendezéssel megnövelték a hasznosítható esést, a változó vízhozam okozta problémákat pedig zsilippel oldották meg. Ha túl sok víz folyt le, a zsilipet megnyitották és a fölös vízmennyiség megkerülte a malmot.

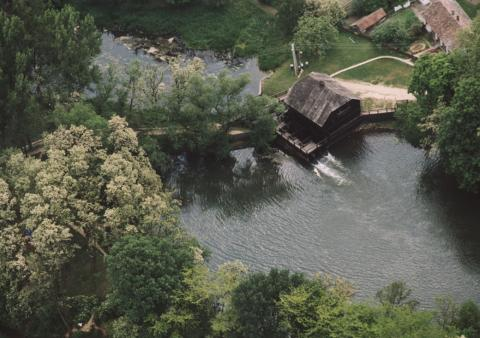
Túristvándi vízimalom

A nagy esésű patakoknál általában felülcsapott, a kis esésű, bővizű folyóknál pedig alulcsapott vízkereket használtak. Ott ahol a folyó vízszintje nagymértékben változott, egyes esetekben merülőmalmot építettek. Ennél a megoldásnál a vízkereket emelhető-süllyeszthető mechanizmussal készítették, nehogy a csökkenő vízszint miatt a kerék „szárazon maradjon”. Ez a megoldás azonban ritkaságnak számít, az egyszerűbb és megbízható konstrukciót a hajómalmok jelentették. A hajómalom vízszintes tengelyű alulcsapott vízkereke általában két lehorgonyzott és gerendákkal összeácsolt hajótesten volt csapágyazva, a vízkerék a két hajótest között kapott helyet. A vízszint változását a hajótest természetszerűleg követte, gondot inkább a többnyire a vízszinttel együtt változó vízsebesség okozott. Ritkább volt az a kivitel, ahol egyetlen hajótest két oldalán volt egy-egy vízkerék. Magyarországon a Dunán és a Tiszán még a 19. század végén is sok hajómalom őrölte a búzát.
A 19–20. század fordulóján a vízturbinák elméletének és gyártásának fejlődése lehetővé tette, hogy sok vízimalomban a felújítások során a régi vízkereket a sokkal jobb hatásfokú – és így ugyanazon adottságok (vízhozam, esés) mellett nagyobb teljesítményű – vízturbinára cseréljék. Különösen népszerű volt erre a célra az egyszerűen és olcsón gyártható Bánki-turbina. Később, a 20. században az olcsó és szinte bárhol elérhető elektromos áram a vízimalmok jelentőségét mégis erősen visszavetette. Ma sok vízimalmot technikatörténeti jelentősége miatt felújítanak, és a közönség számára is látogathatóvá tesznek.

## Vízimalmok Magyarországon
Történelmi kutatások szerint már a 11–12. századból is vannak utalások hazai vízimalmokról. A történelmi Magyarországon – vízrajzi és éghajlati adottságai miatt – a középkortól kezdve elsősorban vízimalmokat építettek, mégpedig a hegyvidéken patakmalmokat, a nagy folyókon pedig hajómalmokat. A 19. századi malomösszeírások mutatják, hogy egyrészt a magyarországi malmok többsége vízimalom volt, így az 1863. évi összeírás szerint az országban 9173 patakmalom és 4301 hajómalom üzemelt.
Másrészt néhány malom nagyon régen épült és folyamatosan üzemben volt: az 1885. évi országos adatfelvétel szerint a 11–13. századból 10 db, a 14–16. századból 83 db, a 17. századból 305 malom maradt fenn.

### Megőrzött és működő vízimalmok

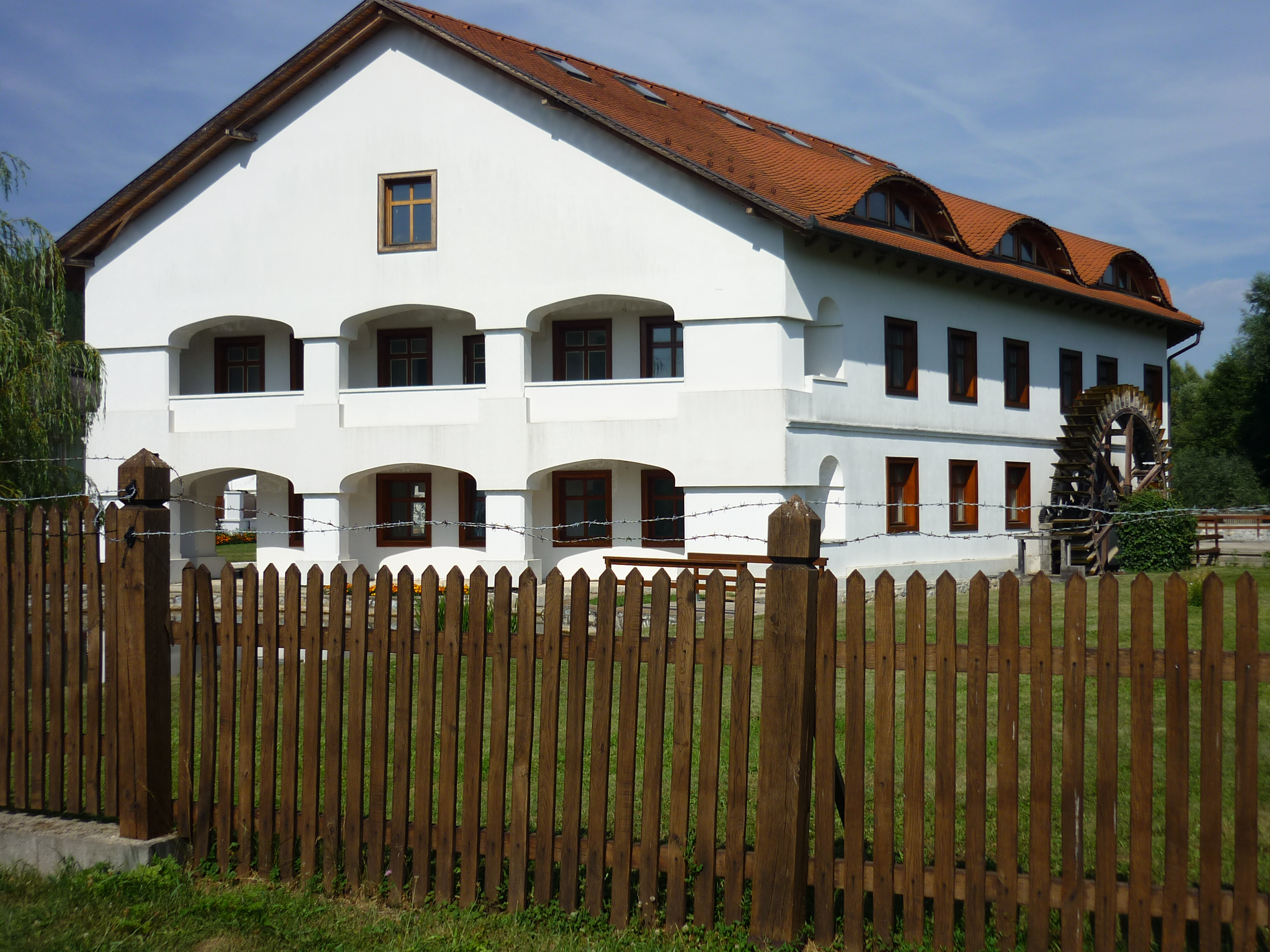
Szinpetri vízimalom

- Csernáton-i Nagy patakon működő vízimalom,[36]
- Eszenyői /Gyergyóremetei "Rózsi néni mosatója" vízimalom,[37]
- Jásd, Poós vízimalom-múzeum[38]
- Kisbaconi Barót vizén működő Keresztes féle vízimalom[39]
- Magyarhermányi, a Barót vizén működő Bódi Pető féle vízimalom[40]
- Mohácsi[41] Szent Miklós vízimalom. Első említése a 14. századból való. Jelenleg felújítva mint malommúzeum működik.
- Nagybörzsöny[42][43]
- Nyirádi vízimalom a szentendrei skanzenben. Bemutatók alkalmával működik.[44]
- Orfűi malommúzeum[45]
- Örvényesi malom a Pécsey-patakon, okleveles említés 1211-ből. Látogatható.[46]
- Pálházi Vízimalom, új építés (2016), sütőház, látogatható, működő
- Ráckevei új építésű hajómalom[47][48]
- Röjtökmuzsaji vízimalom[49]
- Székelyvarság-i működő vízimalom[50]
- Szinpetri vízimalom[51]
- Túristvándi vízimalom (1315) a Túr folyón. Ma is működik, megtekinthető.[52]
- Velemi malom[53]
- Zalaszántói Kotsy-vízimalom[54]

## Fordítás
- Ez a szócikk részben vagy egészben  a   Watermill című angol Wikipédia-szócikk fordításán alapul.  Az eredeti cikk szerkesztőit annak laptörténete sorolja fel. Ez a jelzés csupán a megfogalmazás eredetét és a szerzői jogokat jelzi, nem szolgál a cikkben szereplő információk forrásmegjelöléseként.